# M53 motorway
Der M53 motorway (englisch für ‚Autobahn M53‘) ist eine etwas mehr als 30 km lange, zwischen 1972 und 1982 errichtete, in ihrem Nordabschnitt bis zum Automobilwerk in Ellesmere Port zunächst als M531 bezeichnete Autobahn in England, die auf der Wirral-Halbinsel zwischen dem River Mersey und dem River Dee von Wallasey in vorwiegend südsüdöstlicher Richtung bis an den nordöstlichen Stadtrand der Stadt Chester verläuft und dann in den A55 road übergeht. In der Nähe der Autobahn, die den M56 motorway kreuzt, liegen die Städte Birkenhead, Bebington und Ellesmere Port.